# Gonomyia amazona
Gonomyia amazona är en tvåvingeart som beskrevs av Alexander 1912. Gonomyia amazona ingår i släktet Gonomyia och familjen småharkrankar. Inga underarter finns listade i Catalogue of Life.